# ISO 3166-2:GE
ISO 3166-2: GE é o subconjunto de códigos definido em ISO 3166-2, parte do padrão ISO 3166 publicado pela Organização Internacional para Padronização (ISO), para os nomes das principais subdivisões da Geórgia.
Os códigos referem-se à 2 repúblicas autônomas, 1 cidade e 9 regiões. A cidade de Tiblíssi é a capital do país e possui status especial igual ao das regiões.
Cada código é composto de duas partes, separadas por um hífen. A primeira parte é GE, o código ISO 3166-1 alfa-2 da Geórgia, e a segunda parte é um subcódigo duas-letras da subdivisão da Geórgia.

## Códigos atuais
Códigos ISO 3166 e nomes das subdivisões estão listados como publicado pela Maintenance Agency (ISO 3166/MA). As colunas podem ser classificadas clicando nos respectivos botões.
| Código | Nome da subdivisão (pt) (Projeto nacional de 2002) | Local variant | Nome da subdivisão (ka)       | Categoria da subdivisão |
| ------ | -------------------------------------------------- | ------------- | ----------------------------- | ----------------------- |
| GE-AB  | Abecásia                                           | Apkhazeti     | აფხაზეთი                      | república autônoma      |
| GE-AJ  | Ajária                                             | Ach'ara       | აჭარა                         | república autônoma      |
| GE-TB  | Tiblíssi                                           |               | თბილისი                       | cidade                  |
| GE-GU  | Gúria                                              |               | გურია                         | região                  |
| GE-IM  | Imerícia                                           |               | იმერეთი                       | região                  |
| GE-KA  | Caquécia                                           |               | კახეთი                        | região                  |
| GE-KK  | Baixa Ibéria                                       |               | ქვემო ქართლი                  | região                  |
| GE-MM  | Misqueta-Montanhas                                 |               | მცხეთა-მთიანეთი               | region                  |
| GE-RL  | Racha-Lechúmia e Baixa Suanécia                    |               | რაჭა-ლეჩხუმი და ქვემო სვანეთი | região                  |
| GE-SZ  | Mingrélia-Alta Suanécia                            |               | სამეგრელო-ზემო სვანეთი        | região                  |
| GE-SJ  | Mesquécia-Javaquécia                               |               | სამცხე-ჯავახეთი               | região                  |
| GE-SK  | Ibéria Interior                                    |               | შიდა ქართლი                   | região                  |

## Mudanças
As seguintes alterações nos códigos foram anunciadas em boletins pela ISO 3166/MA desde a primeira publicação da ISO 3166-2 em 1998:
| Boletim informativo | Data de emissão | Data de descrição do boletim | Código/Subdivisão de alteração                                                                                            |
| ------------------- | --------------- | --- | --- |
| Boletim I-2         | 21/05/2002      | Novo padrão de subdivisão. Nível de cidade cancelado. Mudança na ortografia dos nomes das repúblicas autônomas. Um nome de subdivisão genérico foi alterado. | Padrão de subdivisão: 2 repúblicas autônomas, 13 cidades e 63 regiões (veja abaixo) → 2 repúblicas autônomas e 10 regiões |
| Boletim I-4         | 10/12/2002      | Introdução de uma terceira categoria de subdivisão | |
| Boletim I-9         | 28/11/2007      | Adição de sinais diacríticos | |

### Códigos anteriores à Newsletter I-2
| Código anterior | Nome da subdivisão                             | Categoria da subdivisão |
| --------------- | ---------------------------------------------- | ----------------------- |
| GE-AB           | Ap'khazet'is Avtonomiuri Respublika (Abecásia) | república autônoma      |
| GE-AJ           | Acharis Avtonomiuri Respublika (Adjara)        | república autônoma      |

| Código antigo | Nome da subdivisão      | Categoria da subdivisão                           | República autônoma |
| ------------- | ----------------------- | ------------------------------------------------- | ------------------ |
| GE-BUS        | Bat'umi                 | cidade                                            | AJ                 |
| GE-CHI        | Chiat'ura               | território da cidade (agora município)            | —                  |
| GE-GAG        | Gagra                   | território da cidade (agora município)            | AB                 |
| GE-GOR        | Gori                    | cidade                                            | —                  |
| GE-KUT        | Kutaisi                 | cidade                                            | —                  |
| GE-PTI        | Poti                    | cidade                                            | —                  |
| GE-RUS        | Rustavi                 | cidade                                            | —                  |
| GE-SUI        | Sokhumi                 | cidade (atualmente parte do município de Sokhumi) | AB                 |
| GE-TBS        | T'bilisi                | cidade                                            | —                  |
| GE-TQI        | Tqibuli                 | território da cidade (agora município)            | —                  |
| GE-TQV        | Tqvarch'eli             | cidade                                            | AB                 |
| GE-TSQ        | Tsqaltubo               | território da cidade (agora município)            | —                  |
| GE-ZUG        | Zugdidi                 | cidade (atualmente parte do município de Zugdidi) | —                  |
| GE-01         | Abashis Raioni          | rayon (atualmente município)                      | —                  |
| GE-02         | Adigenis Raioni         | rayon (atualmente município)                      | —                  |
| GE-03         | Akhalgoris Raioni       | rayon (atualmente município)                      | —                  |
| GE-04         | Akhalk'alak'is Raioni   | rayon (atualmente município)                      | —                  |
| GE-05         | Akhalts'ikhis Raioni    | rayon (atualmente município)                      | —                  |
| GE-06         | Akhmetis Raioni         | rayon (atualmente município)                      | —                  |
| GE-07         | Ambrolauris Raioni      | rayon (atualmente município)                      | —                  |
| GE-08         | Aspindzis Raioni        | rayon (atualmente município)                      | —                  |
| GE-09         | Baghdat'is Raioni       | rayon (atualmente município)                      | —                  |
| GE-10         | Bolnisis Raioni         | rayon (atualmente município)                      | —                  |
| GE-11         | Borjomis Raioni         | rayon (atualmente município)                      | —                  |
| GE-12         | Ch'khorotsqus Raioni    | rayon (atualmente município)                      | —                  |
| GE-13         | Ch'okhatauris Raioni    | rayon                                             | —                  |
| GE-14         | Dedop'listsqaros Raioni | rayon (atualmente município)                      | —                  |
| GE-15         | Dmanisis Raioni         | rayon (atualmente município)                      | —                  |
| GE-16         | Dushet'is Raioni        | rayon (atualmente município)                      | —                  |
| GE-17         | Galis Raioni            | rayon (atualmente município)                      | AB                 |
| GE-18         | Gardabnis Raioni        | rayon (atualmente município)                      | —                  |
| GE-19         | Goris Raioni            | rayon (atualmente município)                      | —                  |
| GE-20         | Gudaut'is Raioni        | rayon                                             | AB                 |
| GE-21         | Gulrip'shis Raioni      | rayon                                             | AB                 |
| GE-22         | Gurjaanis Raioni        | rayon                                             | —                  |
| GE-23         | Javis Raioni            | rayon                                             | —                  |
| GE-24         | K'arelis Raioni         | rayon                                             | —                  |
| GE-25         | Kaspis Raioni           | rayon                                             | —                  |
| GE-26         | K'edis Raioni           | rayon                                             | AJ                 |
| GE-27         | Kharagaulis Raioni      | rayon                                             | —                  |
| GE-28         | Khashuris Raioni        | rayon                                             | —                  |
| GE-29         | Khelvach'auris Raioni   | rayon                                             | AJ                 |
| GE-30         | Khobis Raioni           | rayon                                             | —                  |
| GE-31         | Khonis Raioni           | rayon                                             | —                  |
| GE-32         | Khulos Raioni           | rayon                                             | AJ                 |
| GE-33         | K'obuletis Raioni       | rayon                                             | AJ                 |
| GE-34         | Lagodekhis Raioni       | rayon                                             | —                  |
| GE-35         | Lanch'khut'is Raioni    | rayon                                             | —                  |
| GE-36         | Lentekhis Raioni        | rayon                                             | —                  |
| GE-37         | Marneulis Raioni        | rayon                                             | —                  |
| GE-38         | Martvilis Raioni        | rayon                                             | —                  |
| GE-39         | Mestiis Raioni          | rayon                                             | —                  |
| GE-40         | Mts'khet'is Raioni      | rayon                                             | —                  |
| GE-41         | Ninotsmindis Raioni     | rayon                                             | —                  |
| GE-42         | Och'amch'iris Raioni    | rayon                                             | AB                 |
| GE-43         | Onis Raioni             | rayon                                             | —                  |
| GE-44         | Ozurget'is Raioni       | rayon                                             | —                  |
| GE-45         | Qazbegis Raioni         | rayon                                             | —                  |
| GE-46         | Qvarlis Raioni          | rayon                                             | —                  |
| GE-47         | Sach'kheris Raioni      | rayon                                             | —                  |
| GE-48         | Sagarejos Raioni        | rayon                                             | —                  |
| GE-49         | Samtrediis Raioni       | rayon                                             | —                  |
| GE-50         | Senakis Raioni          | rayon                                             | —                  |
| GE-51         | Shuakhevis Raioni       | rayon                                             | AJ                 |
| GE-52         | Sighnaghis Raioni       | rayon                                             | —                  |
| GE-53         | Sokhumis Raioni         | rayon                                             | AB                 |
| GE-54         | T'elavis Raioni         | rayon                                             | —                  |
| GE-55         | T'erjolis Raioni        | rayon                                             | —                  |
| GE-56         | T'et'ritsqaros Raioni   | rayon                                             | —                  |
| GE-57         | T'ianet'is Raioni       | rayon                                             | —                  |
| GE-58         | Ts'ageris Raioni        | rayon                                             | —                  |
| GE-59         | Tsalenjikhis Raioni     | rayon                                             | —                  |
| GE-60         | Tsalkis Raioni          | rayon                                             | —                  |
| GE-61         | Vanis Raioni            | rayon                                             | —                  |
| GE-62         | Zestap'onis Raioni      | rayon                                             | —                  |
| GE-63         | Zugdidis Raioni         | rayon                                             | —                  |